# Бедный Конрад
«Бедный Конрад» (нем. Armer Konrad) — тайное общество, существовавшее в начале XVI века в немецком герцогстве Вюртемберг и поднявшее в 1514 году восстание крестьян и горожан (восстание «Бедного Конрада») против герцога Ульриха Вюртембергского — крупнейшее народное выступление в Германии накануне Реформации и Великой крестьянской войны. Основными причинами восстания были усиление феодальной эксплуатации, тяжёлый налоговый гнёт, произвол герцога и его чиновников. В некоторых городах восставшие захватили власть. Герцог был вынужден созвать ландтаг, в результате работы которого был заключён Тюбингенский договор — компромисс между герцогом и верхушкой бюргерства. Договор предусматривал некоторое ограничение власти герцога (он обязался никого не наказывать без суда, не устанавливать налогов и не объявлять войны без согласия сейма), взамен чего города брали на себя выплату почти миллионного герцогского долга; крестьянские депутаты, которым было обещано рассмотрение их жалоб, не были даже допущены на ландтаг. Предательство бюргерства облегчило Ульриху подавление восстания.